# Boughton (Cheshire)
Pour les articles homonymes, voir Boughton.
Boughton est un quartier à l’est du centre-ville de Chester en Angleterre, sur la rive droite de la rivière Dee.